# 名古屋市立富士見台小学校
名古屋市立富士見台小学校（なごやしりつ ふじみだいしょうがっこう）は、愛知県名古屋市千種区富士見台の公立小学校。

## 歴史

### 児童数の変遷
『愛知県小中学校誌』（2018年）によると、児童数の変遷は以下の通りである。
| 1962年（昭和37年） | 695人   |  |
| 1967年（昭和42年） | 1,324人 |  |
| 1977年（昭和52年） | 1,248人 |  |
| 1987年（昭和62年） | 1,004人 |  |
| 1997年（平成9年）  | 854人   |  |
| 2007年（平成19年） | 938人   |  |
| 2017年（平成29年） | 938人   |  |

## 通学区域
所管する名古屋市教育委員会は、2019年（令和元年）9月1日現在、千種区揚羽町・猪高町・霞ケ丘・鹿子殿・希望ケ丘・汁谷町・茶屋が坂二丁目・鍋屋上野町字北山・鍋屋上野町字汁谷・富士見台・御影町の全域および、赤坂町1丁目・茶屋坂通2丁目・光が丘一丁目・光が丘二丁目・平和公園一丁目・平和公園二丁目の各一部を通学区域として指定している。
また、卒業後の進学先は名古屋市立千種台中学校となっている。

## 著名な出身者
- 木下富美子（元東京都議会議員）